# Cave (Latium)
Cave ist eine Gemeinde innerhalb der Metropolitanstadt Rom in der italienischen Region Latium mit 10.816 Einwohnern (Stand 31. Dezember 2023). Sie liegt 43 km östlich von Rom.

## Geografie
Cave liegt am Südabhang der Monti Prenestini östlich von Palestrina. Es ist Mitglied der Comunità Montana dei Castelli Romani e Prenestini.

## Bevölkerung
| 1871  | 1901  | 1921  | 1951  | 1971  | 1991  | 2001  |
| ----- | ----- | ----- | ----- | ----- | ----- | ----- |
| 3.449 | 3.956 | 4.707 | 6.106 | 6.735 | 8.584 | 9.529 |

## Politik
Massimo Umbertini (PdL) wurde im Juni 2004 zum Bürgermeister gewählt und im Juni 2009 im Amt bestätigt. Seit 12, Juni  2014 ist Angelo Lupi Bürgermeister.

## Partnerstädte
- Le Cateau-Cambrésis